# Reg Hope
Reg Hope (Tasmânia, 12 de junho de 1927 - 16 de dezembro de 2010) foi um político australiano. ele foi Presidente do Tasmanian Legislative Council.